# Nürnbergisches Gelehrten-Lexikon

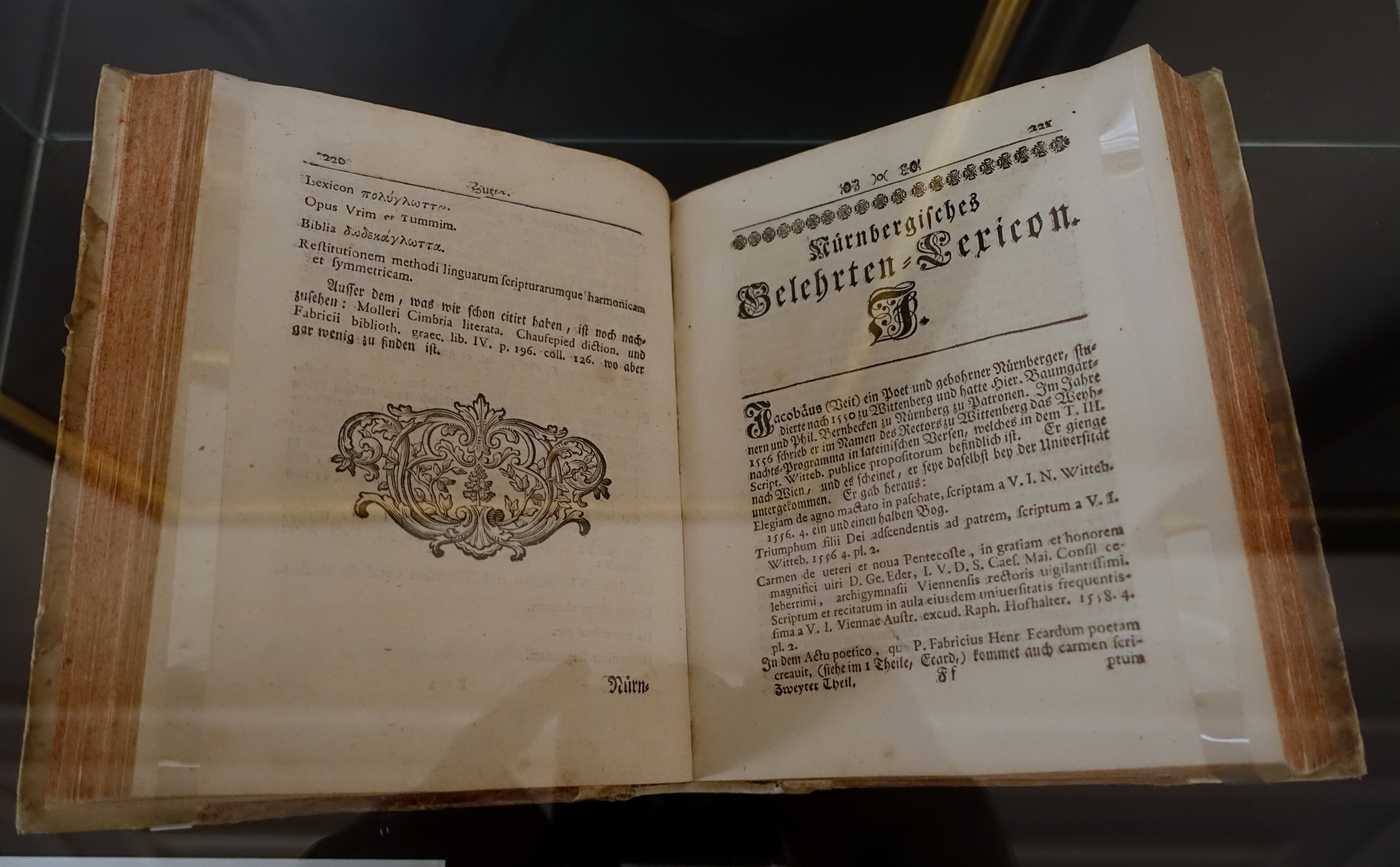
Ein Exemplar des Nürnbergischen Gelehrten-Lexicons, Will'sche Ausgabe, Zweiter Teil (im Stadtmuseum Fembohaus)

Das Nürnbergische Gelehrten-Lexicon ist ein Nachschlagewerk, das ab 1755 in einer ersten Ausgabe von Georg Andreas Will verfasst und herausgegeben wurde und später durch weitere überarbeitete Supplementbände von Christian Conrad Nopitsch ergänzt wurde. Es behandelt gelehrte Personen aus den verschiedensten Disziplinen, die entweder gebürtige Nürnberger (aus dem Gebiet der Reichsstadt Nürnberg) waren oder, sofern nicht aus Nürnberg stammend, im Dienst der Stadt standen.
Wills Beweggründe für ein so umfassendes Werk waren unter anderem, dass einheimische bisherige Biografien teilweise unvollständig und sogar manchmal fehlerhaft waren; auswärtig viel Inkorrektes über Nürnberger Gelehrte verbreitet wurde; und es des Weiteren einige Leute gab, die sich einen „kleinen Begriff“ aus Nürnberg machten und Will deswegen aufzeigen wollte, wie viele „große und rechtschaffene Männer“ die Stadt hervorgebracht hat.
Ein gutes Jahr vor der Herausgabe seines Werkes machte Will eine Liste mit Namen öffentlich, die er gedachte in sein Lexikon aufzunehmen und er sich die Meinung anderer diesbezüglich einholen wollte. Daraufhin erreichten ihn viele Ratschläge und noch knapp 100 weitere Namensvorschläge (und 500 zusätzliche sammelte Will im Laufe des Jahres 1754 noch selbst), die er aber nicht alle in das Lexikon aufnehmen konnte; - wenngleich er in seinem Vorwort auch betont, dass es freilich noch mehr Gelehrte in Nürnberg gab, er aber vermeiden wollte, zu ausufernd zu werden. Deswegen beschränkte er sich, als Hauptkriterium für die Aufnahme in das Lexikon, nur auf Personen, die auch Schriften veröffentlicht haben. Ursprünglich wollte Will lediglich bereits verstorbene Personen beschreiben, jedoch kamen – auf Bitten und Verlangen verschiedener Gönner – auch lebende mit hinein. Schlussendlich umfasste Wills Lexikon etwa 2000 Einträge, die in vier Bänden veröffentlicht wurden:
- Erster Teil: umfasst Namen zu den Buchstaben A–G, 1755 (Link)
- Zweiter Teil: H–M, 1756 (Link)
- Dritter Teil: N–S, 1757 (Link)
- Vierter Teil: T–Z, 1758 (Link)

Der Gesamttitel lautet Nürnbergisches Gelehrten-Lexicon oder Beschreibung aller Nürnbergischen Gelehrten beyderley Geschlechtes nach Ihrem Leben, Verdiensten und Schrifften zur Erweiterung der gelehrten Geschichtskunde und Verbesserung vieler darinnen vorgefallenen Fehler aus den besten Quellen in alphabetischer Ordnung verfasset von Georg Andreas Will der freyen Künste Magister, der Weltweisheit Doctor in Altdorf und der Deutschen Gesellschaft in Jena Ehrenmitgliede. Erwerben konnte man es beim Universitäts-Buchhändler Lorenz Schüpfel. Will widmete das Werk dem „Magistrat der freyen Stadt Nürnberg“.
Es gab viel Zuspruch und „Beyfall“ für Wills Arbeit (nach der Veröffentlichung des ersten Bandes bekam er den Ehrentitel des „Heiligen Römischen Reiches Pfalz-und Hofgraf“ verliehen), jedoch wurde auch von mancher Seite kritisiert, dass Will zu weitläufig und „tausend geringe Umstände und unnütze Kleinigkeiten“ festhielt.
Christian Conrad Nopitsch veröffentlichte dann zu Beginn des 19. Jahrhunderts vier weitere Bänden mit circa 500 neuen Personen, berichtigte bei Will vorgefallene Fehler und ergänzte teilweise neue, zusätzliche Informationen zu dort bereits bestehenden Namen. Die Supplementbände waren beim Nürnberger Buchhändler Johann Leonhard Sixtus Lechner und in Leipzig bei P. J. Besson erwerbbar. Nopitsch widmete seinen vierten Band dem bayerischen König Max I. Joseph.
Von Nopitsch herausgegebene Bände:
- Fünfter Teil oder Erster Supplementband: A–G, 1802 (Link)
- Sechster Teil oder Zweiter Supplementband: H–M, 1805 (Link)
- Siebter Teil oder Dritter Supplementband: N–R, 1806 (Link)
- Achter Teil oder Vierter Supplementband: S–Z, 1808 (Link)